# Melanostoma elongatum
Melanostoma elongatum är en tvåvingeart som beskrevs av Matsumura 1919. Melanostoma elongatum ingår i släktet gräsblomflugor, och familjen blomflugor. Inga underarter finns listade i Catalogue of Life.